# Christopher W. Moore
Christopher W. Moore (ur. 7 czerwca 1947) – amerykański mediator, moderator, projektant systemów zarządzania konfliktami oraz trener.
Stale współpracuje ze strukturami rządowymi oraz licznymi firmami i organizacjami pozarządowymi w Stanach Zjednoczonych. Realizował projekty w ponad 40 krajach świata, między innymi w Indonezji, Rosji, Gwatemali, Rumunii i Afryce Południowej. Był jedną w pierwszych osób, które wprowadzały mediacje w Polsce w latach 90. Moore jest założycielem i partnerem w CDR Associates, amerykańskiej firmy z siedzibą w Kolorado, od ponad 30 lat świadczącej usługi dla klientów na całym świecie w zakresie mediacji, zarządzania konfliktem i szkoleń.
Moore posiada stopień doktora z dziedziny Rozwoju i Socjologii Politycznej (Political Sociology and Development), który uzyskał na Uniwersytecie Rutgers, Stanowym Uniwersytecie New Jersey. Jest autorem monografii z dziedziny zarządzania konfliktami, w tym książki pt.:  „The Mediation Process: Practical Strategies for Resolving Conflict” (Jossey-Bass, San Francisco, 2003, 3rd Edition), która została opublikowana w Polsce w 2009 r. pod tytułem: „Mediacje. Praktyczne strategie rozwiązywania konfliktów”.
Przykłady projektów zrealizowanych przez Christophera W. Moore’a:
- negocjacje w „Okavango River Basin Commission” (Angola, Botswana, Namibia) – porozumienie w celu transgranicznego wykorzystania zasobów rzecznych;
- mediacje i moderowanie rozmów pomiędzy Izraelitami, Palestyńczykami i Jordańczykami dotyczące rozwoju zakładów odsalania wód; porozumienie dotyczące międzystanowego zarządzania zasobami wodnymi w zakresie potrzeb rolnictwa i miast, kończące liczne sprawy w Sądzie Najwyższym – USA;
- budowa systemu zarządzania sporami gospodarczymi dla NAFTA – USA, Kanada, Meksyk;
- budowa systemu zarządzania konfliktami pracowniczymi i szkolenia mediatorów wewnętrznych w Levi Stauss & Company;
- mediacje firm telekomunikacyjnych dotyczące warunków świadczenia usług;
- budowa partnerstwa publiczno-prywatnego – koncyliacyjne rozwiązywanie problemów i ekspertyza dotycząca zarządzania konfliktami dla rządu i przedstawicieli biznesu – Sri Lanka;
- budowa systemu zarządzania konfliktami dotyczącymi własności ziemskich dla „Land and Property Directorate of the Republic of East Timor” – Wschodni Timor.